# Hôtel Petipas de Walle
L’hôtel Petipas de Walle est un hôtel particulier situé à Lille, dans le département du Nord.
Ce site est desservi par la station de métro Rihour.

## Localisation
L'hôtel est situé au 122 rue de l'Hôpital-Militaire à Lille.

## Histoire
L'hôtel est édifié en 1778-1779 par l’architecte lillois Michel-Joseph Lequeux.
Il a été la résidence lilloise de Louis-Dominique-Joseph de Lencquesaing (1768-1854) et de sa seconde épouse Reine-Ferdinande-Eugènie de Lencquesaing (1771-1848), puis de son fils Louis-Dominique-Arthur de Lencquesaing (1809-1887) et de son épouse, Mélanie-Joseph-Marie Van der Cruisse de Waziers (1816-1906). Il est vendu après 1906 au notaire Georges Herlin.
Ce bâtiment fait l’objet d’un inscription au titre des monuments historiques depuis le 10 février 1948 et d'un classement (façades et toitures) depuis le 2 novembre 1979.

## Architecture

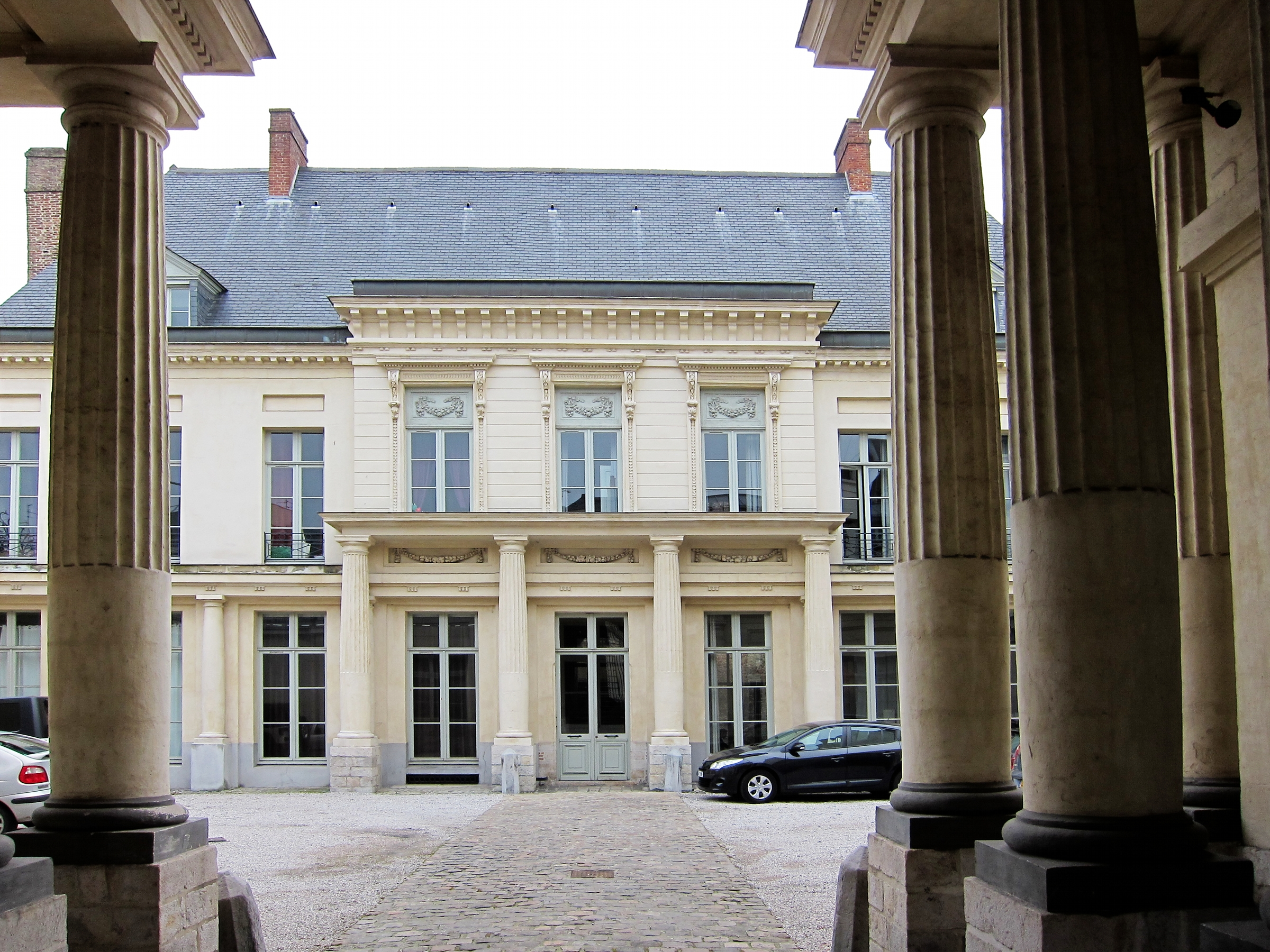
La façade du corps de logis.

Témoin de l'irruption du style néoclassique français dans l'architecture lilloise, l'hôtel comprend une cour centrale précédée d'un portail massif en arc de triomphe encadré de deux pavillons.
La façade du corps de logis est percée de larges fenêtres. Elle est barrée d'un double portique, le premier courant sur toute sa longueur, le second, plus court et plus élevé que le premier, formant une saillie qui crée une impression de relief. Elle est accentuée par la superposition des entablements soutenus par des colonnes de diamètres différents.